# Кућа Гине Вулка
Кућа Гине Вулка представља споменик културе. Налази се у Београду, у улици Главна 18 у Земуну.

## Историја
Кућа познате грчке породице Вулко је саграђена крајем 18. века, током времена је пар пута преправљана али је делимично задржала свој првобитни изглед: дугачка са дворишним крилима, аркадама и отвореним тремом. На фасади куће, изнад колског улаза, се налази спомен–плоча постављена у част аустријског цара Франца I и царице који су 1817. године посетили Земун. Царску породицу је посетио Марашли Али-паша у чијој је пратњи је био и Милош Обреновић.